# إيفان تودوروف (لاعب كرة قدم)
إيفان تودوروف (بالبلغارية: Иван Тодоров)‏ هو لاعب كرة قدم بلغاري في مركز الدفاع، ولد في 27 مارس 1987 في Godech ‏ في بلغاريا. لعب مع او في سي سليفن 2000 وسلافيا صوفيا وليفسكي صوفيا.

## وصلات خارجية
- إيفان تودوروف (لاعب كرة قدم) على موقع قاعدة بيانات كرة القدم.إي يو (الإنجليزية)